# Habib Thameur
Habib Thameur (arabe : الحبيب ثامر), né le 4 avril 1909 à Tunis et mort le 22 décembre 1949 à Lahore, est un homme politique et médecin tunisien.

## Biographie
Né dans une famille de la bourgeoisie tunisoise composée de marchands artisans, il effectue ses études de médecine à Toulouse et devient en 1936 président de la cellule du Néo-Destour, fondée à Paris par Hédi Nouira. Avec les arrestations des dirigeants nationalistes à la suite des événements du 9 avril 1938, il est chargé de la direction secrète du Néo-Destour. Revenu à Tunis à la fin 1938, il encourage les étudiants musulmans de la capitale à se structurer et à publier des journaux. Il devient président par intérim du Néo-Destour le 8 novembre 1939 et conserve ce poste jusqu'au congrès du 17 octobre 1948. Habib Bourguiba porté à la présidence du mouvement, Thameur en est désigné directeur.
Envoyé au Pakistan pour participer au premier congrès économique islamique tenu à Karachi, il y meurt dans un accident d'avion alors qu'il quittait le pays en décembre 1949, aux côtés notamment d'Ali El Hammami.
Les cendres sont rapatriées et inhumées au cimetière du Djellaz de Tunis le 9 avril 1968. Un jardin, une avenue et un hôpital de Tunis ainsi que plusieurs avenues dans le pays portent désormais son nom.